# ¡Ay, Señor, Señor!
¡Ay, Señor, Señor! va ser una sèrie de televisió espanyola emesa per Antena 3 entre 1994 i 1996, encara que va ser reposada posteriorment en diverses ocasions. La sèrie original constava de 28 capítols. Narrava les aventures d'un sacerdot modern i de mentalitat oberta interpretat per Andrés Pajares. La sèrie va ser una important pedrera de nous actors entre els quals van destacar Javier Cámara o Neus Asensi entre d'altres.

## Repartiment
| Actor          | Personatge          |
| -------------- | ------------------- |
| Andrés Pajares | Don Luis Lagos      |
| Javier Cámara  | Padre Ángel Murillo |
| Lola Lemos     | Doña Angustias      |
| Chonchi Alonso | Beatriz             |
| Xesc Forteza   | Padre Claudio       |
| Adela Vicuña   | Lucía               |
| David Alonso   | Antonio             |
| Massiel        | Rosa                |
| Joaquim Kremel | Arturo              |
| Carmen Conesa  | Elisa               |
| Paloma Cela    | Asunción            |
| Jorge Roelas   | Paco                |
| Manuel de Blas | Bisbe               |

## Intervencions especials
| Actor                 |
| --------------------- |
| Neus Asensi           |
| María Casal           |
| Beatriz Santana       |
| Jesús Bonilla         |
| María Isbert          |
| Pedro Casablanc       |
| Luis Barbero          |
| Saturnino García      |
| Marta Fernández Muro  |
| Yohana Cobo           |
| Lara de Miguel        |
| Joaquín Climent       |
| Ángel de Andrés López |

## Episodis

### Temporada 1
- El hábito no hace al monje — 4 d'abril de 1994(5.529.000)
- El hábito no hace al monje — 11 d'abril de 1994 (5.601.000)
- Angustias — 18 d'abril de 1994 (6.757.000)
- Problema de todos — 26 d'abril de 1994 (6.685.000)
- Un minuto de gloria
- Dos por el precio de uno
- Bebé a bordo
- Cada oveja con su pareja
- Su padre!
- Dinero caído del cielo
- El licor del pater Clauvis
- Curas de urgencia
- Amores difíciles

### Temporada 2
- El regreso
- ¡Bajo el mismo techo!
- ¡Jo, qué día!
- ¡La marimorena!
- Todos a una
- La novia dijo no
- ¡Aire puro!
- ¡Vejez, divino tesoro!
- ¡Ay, Monseñor, Monseñor!
- ¡La adopción!
- Aguas Bravas
- El huracán Sara
- Cuestión de huevos
- La niña de sus ojos
- ¿Dónde está el cura?

## Premis
- 1994: Andrés Pajares nominat com a Millor Actor als TP d'Or i Javier Cámara guanyador del Premi de la Unión de Actores com a Millor Actor Secundari.
- 1995: Andrés Pajares nominat com a Millor Actor als TP d'Or
- 1998: Finalista de Millor Producció dels I Premis ATV